# SN 2005ga
SN 2005ga – supernowa typu Ia odkryta 22 września 2005 roku w galaktyce A010743-0102. W momencie odkrycia miała maksymalną jasność 21,30m.